# Parvaroa shelfordi
Parvaroa shelfordi är en fjärilsart som beskrevs av Collenette 1932. Parvaroa shelfordi ingår i släktet Parvaroa och familjen tofsspinnare. Inga underarter finns listade i Catalogue of Life.